# Bouati Mahmoud
Bouati Mahmoud (em árabe: بوعاطي محمود) é uma cidade e comuna localizada na província de Guelma, Argélia. Segundo o censo de 2008, a população total da cidade era de 9 658 habitantes.